# Ri Yong-gwang
Ri Yong-gwang (15 agosto 1982) è un calciatore nordcoreano, centrocampista del Pyongyang City.